# Grabby Award
Nagroda Grabby (ang. Grabby Award, Grabby Erotic Video Award) – nagroda filmowa przyznawana corocznie od 1991 twórcom pornografii. Pomysłodawcą nagród jest Hank Ferguson, twórca amerykańskiego czasopisma „Gay Chicago Magazine”.

## Historia plebiscytu
W latach 1991–2009 zwycięzców plebiscytu wyłaniała redakcja czasopisma „Gay Chicago Magazine”, a od 2009 za przebieg konkursu odpowiadają Stacy Bridges i Mark Nagel, byli redaktorzy „Gay Chicago Magazine” i założyciele czasopisma „Grab Magazine”.
W latach 1991–1998 nazwiska laureatów konkursu ogłaszano na łamach „Gay Chicago Magazine”. 29 maja 1999 w Music Hall of Man’s Country w Chicago odbyła się pierwsza oficjalna gala wręczenia statuetek. W latach 2000–2002 nagrody wręczano w klubie nocnym Circuit w chicagowskim Lake View. W kolejnych latach gale finałowe odbywają się w lokalnych teatrach.
W latach 2014–2020 przyznawane były Prowler Porn Awards, które od 2021 są wręczane jako europejskie nagrody Grabby.

## Ściana Sławy
Od 1999 zaczęto wyróżniać zasłużonych twórców pornografii, umieszczając ich na tzw. Ścianie Chwały (ang. Wall of Fame).
1999
- Bob East
- Hank „Big Daddy” Ferguson
- Chi Chi LaRue
- Toby Ross
- Ken Ryker
- Mikey Skee
- Jim Steel

2000
- Jerry Douglas
- Barry Knight
- Russell Moore

2001
- Cole Tucker
- Hank Ferguson
- Mistress Mona
- Robert Prion
- Zak Spears
- Jeff Stryker
- Honey West

2002
- Steve Cannon
- Will Clark
- Mike Donner
- Ron Eheman
- Sharon Kane
- Chuck Renslow

2003
- Jason Branch
- Michael Brandon
- Joe Gage
- John Rutherford
- Jack Simmons
- JD Slater

2004
- Flex-Deon Blake
- Bradley Picklesimer
- Raul Rodriguez
- Steven Scarbourough
- Chris Steele
- Christian Taylor

2005
- Rod Barry
- Chad Donovan
- Chris Green
- Grant Larson
- Dillon Press
- Jeremy Spencer
- Chris Ward

2006
- Jett Blakk
- Caesar
- Chad Hunt
- Matthew Rush
- Steven Walker

2007
- Paul Barresi
- Blue Blake
- Gino Colbert
- David Forest
- Max Phillips
- Chi Chi LaRue

2008
- Tony DiMarco
- Doug Jeffries
- Billy Masters
- Brian Mills
- Kent North
- Brent Smith
- Parker Williams

2009
- Robert Van Damme
- Steve Jerome
- Troy Prickett
- Spike
- Steven Scarborough

2010
- Ross Cannon
- Dink Flamingo
- Trevor Knight
- Jason Ridge

2011
- Brandon Baker
- Dean Monroe
- Sister Roma
- Steve Shay

2012
- Steve Cruz
- Christian Owen
- Rob Romoni
- Kristen Bjorn

2013
- Brent Corrigan
- Adam Robinson
- Kristopher Weston
- Matthew Rush

2014
- Ellen Friedman (Swiss Navy Lube)
- Douglas Richter
- Michael Youens
- Nick Young

2015
- Howard Andrews
- Nick Capra
- Dominic Ford
- Brandon Lee
- Chris Ward

2016
- Blake Riley
- Marc MacNamara
- Eric Hanson
- Collin O’Neal

2017
- Tim Valenti
- Gio Caruso
- Trenton Ducati
- Brent Corrigan

2018
- Jimmy Durano
- Michael Lucas

2019
- Johnny V
- Ryan Rose
- Mr Pam
- Adam Killian
- David Arias
- Mark Nagel

2020
- Dominic Pacifico
- Owen Hawk
- Jake Jaxson
- Toby Morris

2021
- Brett Everett
- Pierre Fitch
- Max Konnor

2022
- JJ Knight
- Boomer Banks
- Damien
- JD Phoenix
- Mr Pam

2023
- Benjamin Willis
- Zazzy
- Steve Ponce
- Dillon Diaz
- Jake Waters
- Tony Orion

Nagrody za całokształt pracy otrzymali: Chi Chi LaRue (w 2007), Steven Scarborough (2009), Kristen Bjorn (2012), Matthew Rush (2013), Chris Ward (2015), Brent Corrigan (2017), Mark Nagel (2019), Mr Pam (2022) i Trenton Ducati (2023).